# Brian Thornton
Brian Thornton (* 22. April 1985 in San Clemente (Kalifornien)) ist ein US-amerikanischer Volleyballspieler.

## Karriere
Thornton spielte in seiner Heimat zunächst für den Balboa Bay Club und im Team der University of California, Irvine. 2007 gewann er mit den US-amerikanischen Junioren Bronze bei der Universiade. Zwei Jahre später gab der Zuspieler sein Debüt in der A-Nationalmannschaft. In der Saison 2010/11 spielte er für den französischen Zweitligisten Chaumont Volley-Ball. 2011 siegte er mit dem US-Team bei der NORCECA-Meisterschaft. Anschließend wurde er vom polnischen Erstligisten Jastrzębski Węgiel verpflichtet. 2012 stand Thornton im Kader für die Olympischen Spiele in London.